# توبا إيكينجي
توبا إيكينجي (بالتركية: Tuğba Ekinci)‏ هي مغنية تركية من أصل أذربيجاني ولدت في يوم 9 حزيران 1977 في مدينة قارص في تركيا، بدأت الغناء في سنة 2005 وسبق أن تزوجت من المغني فاتح أوزبيلين من 2002 إلى 2009.

## روابط خارجية
- توبا إيكينجي على موقع ميوزك برينز (الإنجليزية)
- توبا إيكينجي على موقع ديسكوغز (الإنجليزية)